# Pseuderucaria
Pseuderucaria là chi thực vật có hoa trong họ Cải.